# Naoshima
Naoshima (jap. 直島町 Naoshima-chō) – miasto w Japonii, w prefekturze Kagawa, w powiecie Kagawa. Administracyjnie mieści się na wyspie o tej samej nazwie oraz 26 mniejszych wyspach. Według danych na rok 2020 miejscowość zamieszkiwało 3 103 mieszkańców , a gęstość zaludnienia wyniosła 218,2 os./km².